# Benedetto Luti
Benedetto Luti, italijanski baročni slikar, * 17. november 1666, Firence, † 17. junij 1724, Rim.
Njegovi najbolj znani učenci so Giovanni Paolo Panini, Jean-Baptiste van Loo in Charles-André van Loo.